# رامیا کریشنان
رامیا کریشنان (انگلیسی: Ramya Krishnan؛ زادهٔ ۱۵ سپتامبر ۱۹۷۰) هنرپیشه اهل هند است. او در بیش از ۲۰۰ فیلم به ایفای نقش پرداخته‌است. رامیا تاکنون چهاربار موفق به دریافت جایزه فیلم‌فیر جنوب و سه بار موفق به دریافت جایزه ناندی شده‌است.

## فیلم‌شناسی
فهرست برخی از فیلم‌هایی که رامیا کریشنان در آنها به ایفای نقش پرداخته‌است:
- ۲۰۱۶ آغاز باهوبالی
- ۱۹۹۶ اشتیاق
- ۱۹۹۵ مجرم
- ۱۹۹۳ سنت
- ۱۹۹۳ شرور
- ۲۰۰۰ ریتم
- ۱۹۹۸ آقای بزرگ آقای کوچک
- ۱۹۹۸ وجود
- ۱۹۸۸ مهربانی
- ۱۹۹۷ آقای بنارسی
- ۱۹۹۷ آهن
- ۲۰۱۷ پسر آنجانی
- ۱۹۹۹ پادایاپا
- ۱۹۹۷ سوگند
- ۱۹۹۷ آنامایا
- ۲۰۱۸ ازدحام جمعیت
- ۲۰۰۴ نانی
- ۲۰۱۵ مرد جوان افسونگر است
- ۱۹۹۳ بولدوزر طلا
- ۱۹۹۸ چاندرا لکها
- ۲۰۰۱ حواس‌پرتی
- ۲۰۰۳ جولی گاناپاتی
- ۲۰۰۳ برای محافظت
- ۲۰۰۳ عزیز، عزیز
- ۲۰۰۴ پسر جنگل
- ۲۰۰۹ کمی خوشی کمی سختی
- ۲۰۱۶ بازی بز و ببر
- ۲۰۱۹راه شیری ۲
- ۲۰۱۹ سوپر لوکس
- ۲۰۱۹ دو
- ۲۰۲۲ لایگر
- ۲۰۲۳ زندانبان